# Harbour Bridge (schip, 2007)
Harbour Bridge is een 8212 TEU groot containerschip dat werd gebouwd door IHI Marine United voor Fukujin Kisen.
Het schip heeft een lengte van 336 meter en was daarmee een van de grootste containerschepen ter wereld. De MAN B&W dieselmotor van 67.270 kW werd gebouwd door Mitsui Engineering & Shipbuilding.